# She's the One
She's the One est une chanson écrite et composée par le chanteur et musicien britannique Karl Wallinger qu'il enregistre avec son groupe de rock alternatif World Party sur l'album Egyptology sorti en juin 1997.
Elle fait l'objet d'un single promotionnel uniquement destiné aux médias américains.
Reprise en 1999 par le chanteur britannique Robbie Williams, elle connaît un succès international.
Karl Wallinger a écrit la chanson en hommage à sa mère qui venait de décéder. Il a critiqué la version de Robbie Williams mais il est reconnaissant à ce dernier d'en avoir fait un succès car, sérieusement handicapé pendant cinq ans par les séquelles d'un anévrisme cérébral, les droits d'auteur lui ont permis de tenir le coup financièrement,.  

## Version de Robbie Williams
Singles de Robbie Williams
Strong
(1999) Win Some Lose Some
(2000)
Clip vidéo
[vidéo] « She's the One », sur YouTube
She's the One interprétée par Robbie Williams sort sous la forme d'un single double face A partagé avec la chanson It's Only Us le 8 novembre 1999. Les deux titres sont extraits de l'album I've Been Expecting You. 
Le single se classe en tête des ventes au Royaume-Uni où 490 000 exemplaires sont écoulés.

### Clip
Réalisé par Nick Goffey et Dominic Hawley (sous le nom de Dom & Nic), le clip met en scène Robbie Williams comme entraîneur d'un couple de patineurs artistiques. Après la blessure à l'entrainement du patineur masculin, il prend la place de ce dernier et remporte avec sa partenaire la compétition, obtenant les notes les plus élevées.
C'est Pam O'Connor (en) et Jonathon O'Dougherty (en), champions de Grande-Bretagne de danse sur glace, qui jouent dans le clip.

### Classements hebdomadaires
| Classement (1999-2000)                  | Meilleure position |
| --------------------------------------- | ------------------ |
| Allemagne (GfK Entertainment)           | 27                 |
| Autriche (Ö3 Austria Top 40)            | 16                 |
| Belgique (Flandre Ultratop 50 Singles)  | 40                 |
| Belgique (Wallonie Ultratop 50 Singles) | 21                 |
| Écosse (OCC)                            | 1                  |
| Finlande (Suomen virallinen lista)      | 13                 |
| France (SNEP)                           | 74                 |
| Irlande (IRMA)                          | 4                  |
| Italie (FIMI)                           | 8                  |
| Nouvelle-Zélande (RMNZ)                 | 3                  |
| Pays-Bas (Nederlandse Top 40)           | 29                 |
| Pays-Bas (Single Top 100)               | 33                 |
| Royaume-Uni (UK Singles Chart)          | 1                  |
| Suède (Sverigetopplistan)               | 42                 |
| Suisse (Schweizer Hitparade)            | 20                 |

### Certifications
| Pays              | Certification | Unités certifiées |
| ----------------- | ------------- | ----------------- |
| Royaume-Uni (BPI) | Platine       | 600 000           |

## Distinctions
La version originale a reçu un Ivor Novello Award.
La reprise de Robbie Williams est récompensée lors de la cérémonie des Brit Awards 2000 par le prix du meilleur single britannique, tandis que le clip est sacré meilleure vidéo britannique.